# فیدان آلیتی
فیدان آلیتی (آلبانیایی: Fidan Aliti؛ زادهٔ ۳ اکتبر ۱۹۹۳) بازیکن فوتبال اهل آلبانی است.
از باشگاه‌هایی که در آن بازی کرده‌است می‌توان به باشگاه فوتبال شریف تیراسپول و باشگاه فوتبال لوتسرن اشاره کرد.
وی همچنین در تیم‌های ملی فوتبال آلبانی و کوزوو بازی کرده‌است.